# Zamug
Zamug va ser el divuitè rei de la primera dinastia de Kish a Sumer, esmentat a la llista de reis sumeris. La llista li assigna un mític regnat de 140 anys.
Va regnar en un període posterior al diluvi que s'acostuma a datar cap a l'any 2900 aC. Va succeir al seu pare Barsal-Nuna i el va succeir el seu fill Tizqar.